# Discografia di Camila Cabello
La discografia di Camila Cabello, cantautrice pop statunitense, comprende tre album in studio, oltre trenta singoli e altrettanti video musicali.
L'artista ha collaborato con Machine Gun Kelly, Young Thug, Pharrell Williams, Swae Lee, Alejandro Sanz, Pitbull, J Balvin, Major Lazer, Travis Scott, Quavo, Bazzi, Ed Sheeran, Cardi B, Mark Ronson, Cashmere Cat, e ha realizzato due singoli con il cantante canadese Shawn Mendes.
L'artista ha inoltre registrato demo del singolo The Middle di Zedd e dei Grey, poi ceduto a Maren Morris, di Closer dei Chainsmokers, poi ceduto a Halsey, e di God Is a Woman, poi ceduto ad Ariana Grande.

## Album

### Album in studio
| Anno | Titolo e dettagli                                                                                               | Classifiche | Classifiche | Classifiche | Classifiche | Classifiche | Classifiche | Classifiche | Classifiche | Classifiche | Classifiche | Certificazioni |
| Anno | Titolo e dettagli                                                                                               | USA         | AUS         | CAN         | FRA         | GER         | IRE         | ITA         | NZL         | SWE         | UK          | Certificazioni |
| ---- | --- | ----------- | ----------- | ----------- | ----------- | ----------- | ----------- | ----------- | ----------- | ----------- | ----------- | --- |
| 2018 | Camila - Pubblicato: 12 gennaio 2018 - Etichetta: Epic, Syco, Sony - Formati: CD, download digitale, streaming  | 1           | 3           | 1           | 7           | 8           | 3           | 8           | 3           | 1           | 2           | - USA: Platino - AUS: Oro - BRA: Diamante - CAN: Platino (2) - DAN: Platino - FRA: Oro - MEX: Platino+Oro - NET: Platino - NOR: Platino (2) - NZL: Platino - POL: Platino - SWE: Oro - SWI: Platino - UK: Oro |
| 2019 | Romance - Pubblicato: 6 dicembre 2019 - Etichetta: Epic, Syco, Sony - Formati: CD, download digitale, streaming | 3           | 6           | 1           | 52          | 55          | 12          | 44          | 7           | 23          | 14          | - USA: Platino - BRA: Platino - CAN: Platino (2) - FRA: Oro - MEX: Oro - POL: Platino - SIN: Oro - NOR: Platino (3) - UK: Oro                                                                                 |
| 2022 | Familia - Pubblicato: 8 aprile 2022 - Etichetta: Epic - Formati: CD, download digitale, streaming               | 10          | 27          | 6           | 43          | 27          | 36          | 19          | 26          | 19          | 9           | - BRA: Platino - CAN: Oro - HUN: Platino - POL: Oro |
| 2024 | C,XOXO - Pubblicato: 28 giugno 2024 - Etichetta: Geffen, Interscope - Formati: CD, download digitale, streaming | 13          | 29          | 20          | 54          | 20          | 57          | 61          | 25          | —           | 20          | |

## Singoli

### Come artista principale
| Anno                                                                                          | Titolo                                             | Classifiche | Classifiche | Classifiche | Classifiche | Classifiche | Classifiche | Classifiche | Classifiche | Classifiche | Classifiche | Certificazioni | Album di provenienza         |
| Anno                                                                                          | Titolo                                             | USA         | AUS         | CAN         | FRA         | GER         | IRE         | ITA         | NZL         | SWE         | UK          | Certificazioni | Album di provenienza         |
| --------------------------------------------------------------------------------------------- | -------------------------------------------------- | ----------- | ----------- | ----------- | ----------- | ----------- | ----------- | ----------- | ----------- | ----------- | ----------- | --- | ---------------------------- |
| 2015                                                                                          | I Know What You Did Last Summer (con Shawn Mendes) | 20          | 33          | 19          | 192         | 90          | 42          | 53          | —           | 24          | 42          | - USA: Platino (2) - AUS: Platino - CAN: Platino (3) - ITA: Oro - NZL: Oro - SWE: Platino - UK: Oro                                                            | Handwritten                  |
| 2016                                                                                          | Bad Things (con Machine Gun Kelly)                 | 4           | 22          | 11          | 103         | 58          | 21          | 47          | 11          | 36          | 16          | - USA: Platino (5) - AUS: Platino - ITA: Oro - NZL: Oro - UK: Oro                                                                                              | Bloom                        |
| 2017                                                                                          | Crying in the Club                                 | 47          | 39          | 31          | —           | 49          | 17          | 62          | —           | 58          | 12          | - USA: Platino - AUS: Platino - CAN: Platino (2) - GER: Oro - ITA: Platino - UK: Platino                                                                       | /                            |
| 2017                                                                                          | Havana (feat. Young Thug)                          | 1           | 1           | 1           | 1           | 2           | 1           | 2           | 2           | 4           | 1           | - USA: Diamante - AUS: Platino (10) - CAN: Diamante - FRA: Diamante - GER: Diamante - ITA: Platino (4) - NZL: Platino (3) - SWE: Platino (5) - UK: Platino (4) | Camila                       |
| 2017                                                                                          | Never Be the Same                                  | 6           | 7           | 19          | 56          | 30          | 6           | 85          | 8           | 39          | 7           | - USA: Platino (4) - AUS: Platino (3) - CAN: Platino (4) - FRA: Oro - ITA: Oro - NZL: Platino - SWE: Oro - UK: Platino                                         | Camila                       |
| 2018                                                                                          | Sangria Wine (con Pharrell Williams)               | 83          | —           | 88          | —           | —           | 76          | —           | —           | —           | 84          | | /                            |
| 2018                                                                                          | Real Friends (feat. Swae Lee)                      | —           | —           | —           | —           | —           | 99          | —           | —           | —           | —           | | /                            |
| 2018                                                                                          | Consequences                                       | 51          | —           | 75          | —           | —           | 52          | —           | —           | —           | —           | - USA: Platino - CAN: Platino - UK: Argento | Camila                       |
| 2019                                                                                          | Mi persona favorita (con Alejandro Sanz)           | —           | —           | —           | —           | —           | —           | —           | —           | —           | —           | - USA: Oro (Latin) | El Disco                     |
| 2019                                                                                          | Señorita (con Shawn Mendes)                        | 1           | 1           | 1           | 2           | 1           | 1           | 1           | 1           | 1           | 1           | - USA: Platino - AUS: Platino (6) - CAN: Platino (7) - FRA: Diamante - GER: Platino - ITA: Platino (4) - NZL: Platino (3) - SWE: Platino (2) - UK: Platino (3) | Shawn Mendes Romance         |
| 2019                                                                                          | Liar                                               | 52          | 31          | 27          | 122         | 63          | 17          | —           | 32          | 58          | 21          | - USA: Platino - AUS: Platino - CAN: Platino - ITA: Oro - SWE: Oro - UK: Oro                                                                                   | Romance                      |
| 2019                                                                                          | Shameless                                          | 60          | 62          | 40          | —           | 95          | 36          | —           | —           | —           | 50          | - USA: Oro | Romance                      |
| 2019                                                                                          | Living Proof                                       | —           | —           | 84          | —           | —           | 82          | —           | —           | —           | —           | | Romance                      |
| 2020                                                                                          | My Oh My (feat. DaBaby)                            | 12          | 19          | 13          | 142         | 53          | 6           | —           | 15          | 39          | 13          | - USA: Platino (2) - AUS: Platino - CAN: Platino (2) - SWE: Oro - UK: Oro                                                                                      | Romance                      |
| 2021                                                                                          | Don't Go Yet                                       | 42          | 43          | 25          | 55          | 70          | 24          | 51          | —           | 41          | 37          | - FRA: Oro - ITA: Platino | Familia                      |
| 2021                                                                                          | Oh Na Na (con Myke Towers e Tainy)                 | —           | —           | —           | —           | —           | —           | —           | —           | —           | —           | | /                            |
| 2022                                                                                          | Bam Bam (feat. Ed Sheeran)                         | 21          | 11          | 4           | 17          | 12          | 4           | 13          | 21          | 29          | 7           | - AUS: Platino - ITA: Platino (2) - UK: Argento | Familia                      |
| 2022                                                                                          | Hasta los dientes (feat. María Becerra)            | —           | —           | —           | —           | —           | —           | —           | —           | —           | —           | | Familia                      |
| 2022                                                                                          | Mon Amour (con Stromae)                            | —           | —           | —           | —           | —           | —           | —           | —           | —           | —           | | Multitude                    |
| 2024                                                                                          | I Luv It (feat. Playboi Carti)                     | 81          | —           | 66          | —           | —           | 71          | —           | —           | —           | 66          | | C, XOXO                      |
| 2024                                                                                          | He Knows (feat. Lil Nas X)                         | —           | —           | 13          | —           | —           | —           | —           | 19          | —           | 63          | | C, XOXO                      |
| 2024                                                                                          | Hot Uptown (feat. Drake)                           | —           | —           | —           | —           | —           | —           | —           | —           | —           | —           | | C, XOXO                      |
| 2024                                                                                          | Godspeed                                           | TBA         | TBA         | TBA         | TBA         | TBA         | TBA         | TBA         | TBA         | TBA         | TBA         | | C, XOXO (Magic City Edition) |
| "—" indica che l'opera non si è classificata o che non è stata pubblicata in quel territorio. |                                                    |             |             |             |             |             |             |             |             |             |             | |                              |

### Come artista ospite
| Anno                                                                                          | Titolo                                                                  | Classifiche | Classifiche | Classifiche | Classifiche | Classifiche | Classifiche | Classifiche | Classifiche | Classifiche | Classifiche | Certificazioni | Album di provenienza               |
| Anno                                                                                          | Titolo                                                                  | USA         | AUS         | CAN         | FRA         | GER         | IRE         | ITA         | NZL         | SWE         | UK          | Certificazioni | Album di provenienza               |
| --------------------------------------------------------------------------------------------- | ----------------------------------------------------------------------- | ----------- | ----------- | ----------- | ----------- | ----------- | ----------- | ----------- | ----------- | ----------- | ----------- | --- | ---------------------------------- |
| 2017                                                                                          | Love Incredible (Cashmere Cat feat. Camila Cabello)                     | —           | —           | —           | —           | —           | —           | —           | —           | —           | —           | | 9                                  |
| 2017                                                                                          | Hey Ma (Pitbull e J Balvin feat. Camila Cabello)                        | —           | —           | 95          | 151         | 64          | —           | 49          | —           | —           | —           | - USA: Oro - ITA: Platino                                                                                              | The Fate of the Furious: The Album |
| 2017                                                                                          | Know No Better (Major Lazer feat. Travis Scott, Camila Cabello e Quavo) | 87          | 34          | 30          | 26          | 40          | 19          | 47          | 20          | 30          | 15          | - USA: Oro - AUS: Platino (2) - FRA: Platino - ITA: Platino - NZL: Oro - UK: Platino                                   | Know No Better                     |
| 2018                                                                                          | Beautiful (Bazzi feat. Camila Cabello)                                  | 26          | 52          | 35          | —           | 79          | 19          | —           | 23          | 68          | 33          | - USA: Platino (4) - CAN: Platino (4) - NZL: Oro - UK: Oro                                                             | /                                  |
| 2019                                                                                          | Find U Again (Mark Ronson feat. Camila Cabello)                         | —           | 53          | 67          | —           | —           | 24          | —           | —           | —           | 27          | - AUS: Oro - CAN: Oro - UK: Argento                                                                                    | Late Night Feelings                |
| 2019                                                                                          | South of the Border (Ed Sheeran feat. Camila Cabello e Cardi B)         | 49          | 12          | 14          | 75          | 33          | 10          | 69          | 14          | 14          | 4           | - USA: Oro - AUS: Platino (4) - CAN: Platino (2) - FRA: Oro - GER: Oro - ITA: Platino - NZL: Platino - UK: Platino (2) | No. 6 Collaborations Project       |
| "—" indica che l'opera non si è classificata o che non è stata pubblicata in quel territorio. |                                                                         |             |             |             |             |             |             |             |             |             |             | |                                    |

### Singoli promozionali
| Anno                                                                                          | Titolo              | Classifiche | Classifiche | Classifiche | Classifiche | Classifiche | Classifiche | Certificazioni                           | Album di provenienza |
| Anno                                                                                          | Titolo              | USA         | AUS         | CAN         | FRA         | IRE         | UK          | Certificazioni                           | Album di provenienza |
| --------------------------------------------------------------------------------------------- | ------------------- | ----------- | ----------- | ----------- | ----------- | ----------- | ----------- | ---------------------------------------- | -------------------- |
| 2017                                                                                          | I Have Questions    | 124         | —           | —           | 94          | —           | —           | - USA: Oro - CAN: Oro                    | Camila               |
| 2017                                                                                          | OMG                 | 81          | 77          | 53          | 179         | —           | 67          | - AUS: Oro - CAN: Platino                | /                    |
| 2017                                                                                          | Real Friends (solo) | 106         | 86          | 60          | 137         | 39          | —           | - USA: Platino - AUS: Oro - CAN: Platino | Camila               |
| 2019                                                                                          | Cry for Me          | 115         | —           | 81          | —           | 57          | 85          |                                          | Romance              |
| 2019                                                                                          | Easy                | 110         | 76          | 82          | —           | 67          | 86          |                                          | Romance              |
| "—" indica che l'opera non si è classificata o che non è stata pubblicata in quel territorio. |                     |             |             |             |             |             |             |                                          |                      |

## Video musicali
| Anno | Titolo                          | Regista/i                                               |
| ---- | ------------------------------- | ------------------------------------------------------- |
| 2015 | I Know What You Did Last Summer | Ryan Pallotta                                           |
| 2016 | Bad Things                      | Hannah Lux Davis                                        |
| 2017 | Almost Like Praying             | Cesar Camacho, Lin-Manuel Miranda, Luis A. Miranda, Jr. |
| 2017 | Crying in the Club              | Emil Nava                                               |
| 2017 | Hey Ma                          | Gil Green                                               |
| 2017 | Know No Better                  | Philip Andelman                                         |
| 2017 | Havana                          | Dave Meyers                                             |
| 2018 | Never Be the Same               | Grant Singer                                            |
| 2018 | Beautiful                       | Jason Koenig                                            |
| 2018 | Consequences                    | Dave Meyers                                             |
| 2018 | Beautiful                       | Jason Koenig                                            |
| 2019 | Mi persona favorita             | Gil Green                                               |
| 2019 | Señorita                        | Dave Meyers                                             |
| 2019 | Find U Again                    | Bradley & Pablo                                         |
| 2019 | South of the Border             | Jason Koenig                                            |
| 2019 | Shameless                       | Henry Scholfield                                        |
| 2019 | Liar                            | Dave Meyers                                             |
| 2019 | Living Proof                    | Alan Ferguson                                           |
| 2020 | My Oh My                        | Dave Meyers                                             |
| 2020 | First Man                       | /                                                       |
| 2020 | The Christmas Song              | Camila Cabello e Shawn Mendes                           |
| 2021 | Don't Go Yet                    | Philippa Price e Pilar Zeta                             |
| 2021 | Million to One                  | Kay Cannon                                              |
| 2022 | Bam Bam                         | Mia Barnes                                              |
| 2022 | Psychofreak                     | Charlotte Rutherford                                    |
| 2022 | Hasta los dientes               | Charlotte Rutherford                                    |